# Angerville-Bailleul
Angerville-Bailleul ist eine französische Gemeinde mit 184 Einwohnern (Stand: 1. Januar 2022) im Département Seine-Maritime in der Region Normandie. Sie gehört zum Arrondissement  Le Havre und zum Kanton Saint-Romain-de-Colbosc (bis 2015: Kanton Goderville).
Die Einwohner werden Angervillais genannt.

## Geographie
Angerville-Bailleul liegt etwa 31 Kilometer nordöstlich von Le Havre in der Pays de Caux.

### Nachbargemeinden
Umgeben ist Angerville-Bailleul von den Gemeinden Annouville-Vilmesnil im Norden und Nordwesten, Daubeuf-Serville im Norden und Nordosten, Bénarville im Osten, Saint-Maclou-la-Brière im Südosten, Gonfreville-Caillot im Süden und Südwesten sowie Grainville-Ymauville im Westen und Südwesten.

## Bevölkerungsentwicklung
| Jahr      | 1962 | 1968 | 1975 | 1982 | 1990 | 1999 | 2006 | 2013 |
| Einwohner | 245  | 196  | 192  | 189  | 212  | 203  | 181  | 204  |

## Sehenswürdigkeiten
- Kirche Saint-Médard aus dem 13. Jahrhundert
- Schloss Bailleul, 1543 errichtet, Monument historique, mit Kapelle (ebenfalls 16. Jahrhundert); auf dem Gelände befinden sich Reste der V1-Abschussrampe aus dem Zweiten Weltkrieg

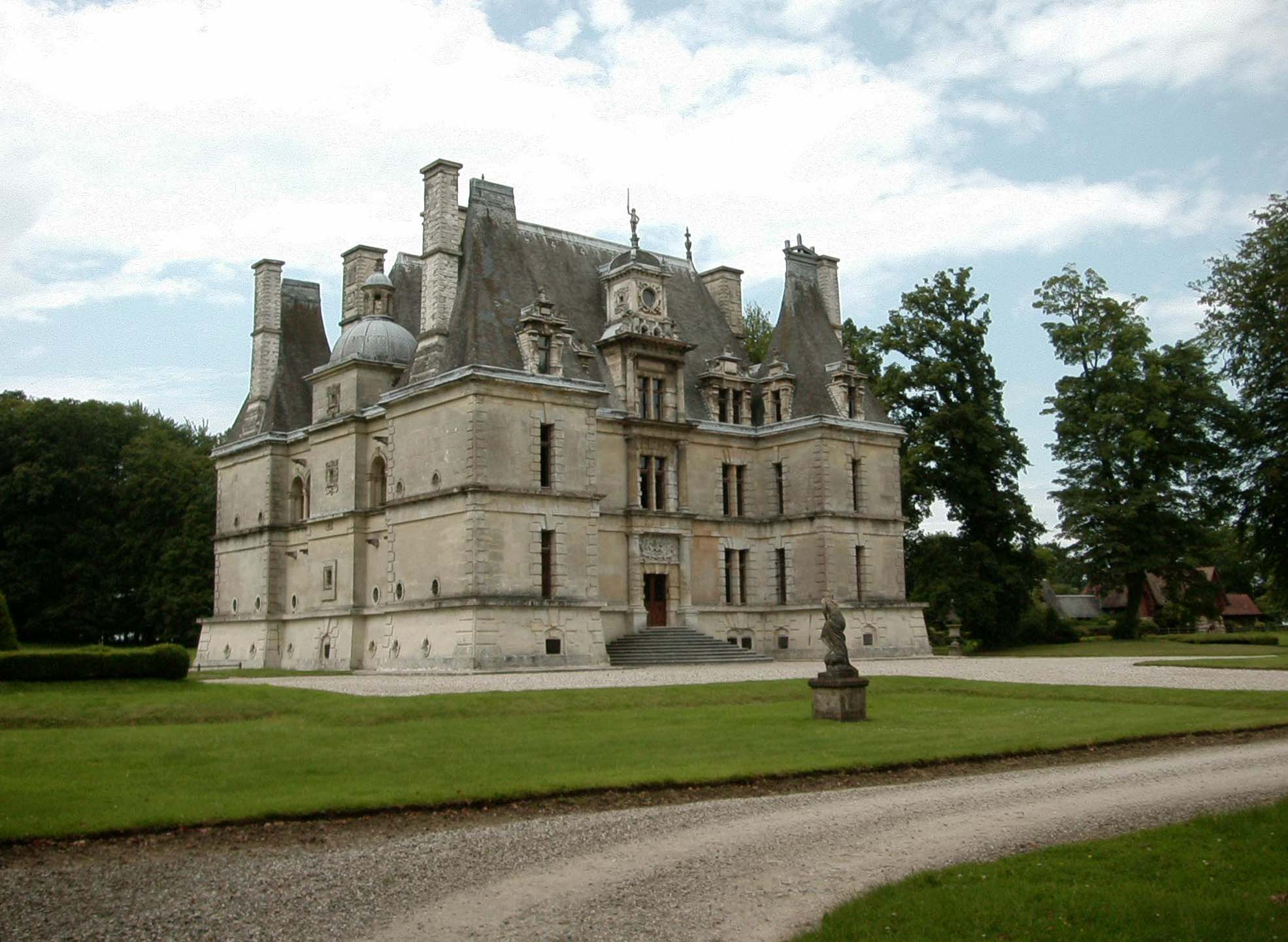
Schloss Bailleul